# Grand Hotel Miramare
(Francis Scott Fitzgerald, L'età del jazz)
L'Hotel Miramare - o Grand Hotel Miramare - è un edificio italiano di Genova, situato sulla collina poco sopra la stazione ferroviaria di Genova Principe, a poca distanza dal Palazzo del Principe che fu di Andrea Doria.
Commissionato dalla società Italo-Svizzera di Alberghi con sede a Lucerna, progettato fin dal 1903 dall'architetto Arnold Bringolf e poi anche dall'architetto Gino Coppedè fu costruito tra il 1906 e il 1908. I principali lavori di sbancamento, muratura, intonacatura esterna ed interna e decorazione delle facciate furono affidati a Giuseppe Celle e suo fratello ed all'ingegnere Giuseppe Perasso, perché per regolamenti comunali gli architetti stranieri non potevano erigere senza assistenza di un architetto ed ingegnere genovese. Il Grand Hotel Miramare fu uno dei principali alberghi di lusso genovesi nella prima metà del XX Secolo. È tutelato da vincolo specifico della soprintendenza.
Adattato alla fine della seconda guerra mondiale a caserma della Pubblica Sicurezza e della Polizia Ferroviaria, è stato a lungo lasciato in disuso. Alla fine degli anni novanta è stato acquisito e ristrutturato, mantenendone l'estetica originale, per adibirlo a sede di appartamenti privati e, al piano ammezzato, di un supermercato. Al piano terra è stata aperta una sala da gioco per il Bingo.

## Storia
Progettato nei primi anni del Novecento dall'architetto svizzero Arnold Bringolf, che si occupò peraltro delle linee essenziali - l'Hotel Miramare - duecento stanze disposte su sette piani, una grande estensione in senso orizzontale e soluzioni tecnologiche almeno per l'epoca di assoluta innovazione - spiccava soprattutto per la sua facciata ricca di decorazioni neogotiche opera dell'architetto Gino Coppedè (che fu coadiuvato dall'ingegnere Giuseppe Predasso). L'inaugurazione di quello che era il Gran Hôtel Miramare & de la Ville (questo il nome ufficiale) avvenne il 12 dicembre 1908. Se fino ai primi anni dell'era moderna ad essere meta della nobiltà anglosassone o mitteleuropea era soprattutto la riviera di ponente, fino all'estrema periferia di Pegli, con i suoi palmizi e le passeggiate lungo il mare, dal 1920 lo spostamento del flusso di illustri visitatori verso il centro di Genova si fece più massiccio.
Una descrizione dell'Hotel diverrà materia letteratura nelle parole di Francis Scott Fitzgerald che qui vi trascorse una notte del 1924 assieme alla moglie Zelda e che dieci anni dopo, nel 1934, vi farà cenno in L'eta del Jazz.
Al Grand Hotel Miramare sarebbero transitati negli anni seguenti nomi d'alto livello della cultura e dello spettacolo, come quelli di Prampolini, Piacentini, Sarah Bernhardt, Eleonora Duse, gli attori del cinema Douglas Fairbanks Sr. assieme a Mary Pickford, ma anche Stan Laurel e Oliver Hardy (all'epoca popolari Cric e Croc), e, infine, Isa Miranda. Fra gli statisti, i militari ed i sovrani che furono ospiti del Miramare vi furono: Winston Churchill, Luigi Cadorna, Pietro Badoglio, Margherita di Savoia, i duchi di Windsor e i nobili del Giappone, ma anche emiri, sultani, grandi industriali, scrittori: insomma, quanto di meglio il jet-set di allora potesse offrire.
Una piccola curiosità riguarda Guglielmo Marconi. Lo scienziato vi soggiornò nel 1906 per diverse settimane e trasformò la propria suite in un vero e proprio laboratorio di elettrotecnica.
Con lo scoppio della prima guerra mondiale, verso la fine del 1916 l'imponente edificio fu riadattato a ospedale ed ospitava ben 500 feriti e successivamente trasformato in caserma a disposizione delle truppe del 332º Fanteria americana che vi mantennero il quartier generale sino al marzo del 1919. Un anno dopo l'hotel tornò agli antichi fasti.
Nel 1924 venne concessa l'autorizzazione ministeriale per dotare l'albergo di una linea telegrafica ad uso privato che collegasse l'hotel all'ufficio telegrafico centrale di Genova.
Con lo scoppio del secondo conflitto mondiale la struttura venne requisita a più riprese e da entità diverse: dapprima l'Esercito italiano, poi le Brigate Nere, quindi le truppe dell'esercito nazista, quindi dai partigiani, che intorno alle colline sopra il porto combattevano la guerra di resistenza, infine dalle truppe anglo-americane giunte nell'Italia del nord all'alba del 25 aprile. Il Grand Hotel Miramare non riaprì più i suoi battenti come tale.
Nel 1951 i nuovi proprietari del fabbricato intentarono causa alle Ferrovie dello Stato per i danni reali e d'immagine arrecati alla costruzione dalla galleria San Rocco e, onde evitare un lungo e complesso procedimento giudiziario, di comune accordo le parti decisero di vendere l'immobile alle Ferrovie dello Stato, che lo acquistò al prezzo di 400.000.000 di Lire.
Negli anni successivi si avvicendarono numerosi tentativi da parte delle Ferrovie dello Stato di rivendere l'immobile o riutilizzarlo, adibendolo a struttura di servizio, tuttavia gli ingenti costi di ristrutturazione hanno sempre scoraggiato gli eventuali acquirenti.
Soltanto nel 1998 l'ex hotel ha trovato un acquirente al costo di 7 miliardi di lire ed è stato ristrutturato con una spesa di circa 30 miliardi di lire.

## Galleria d'immagini

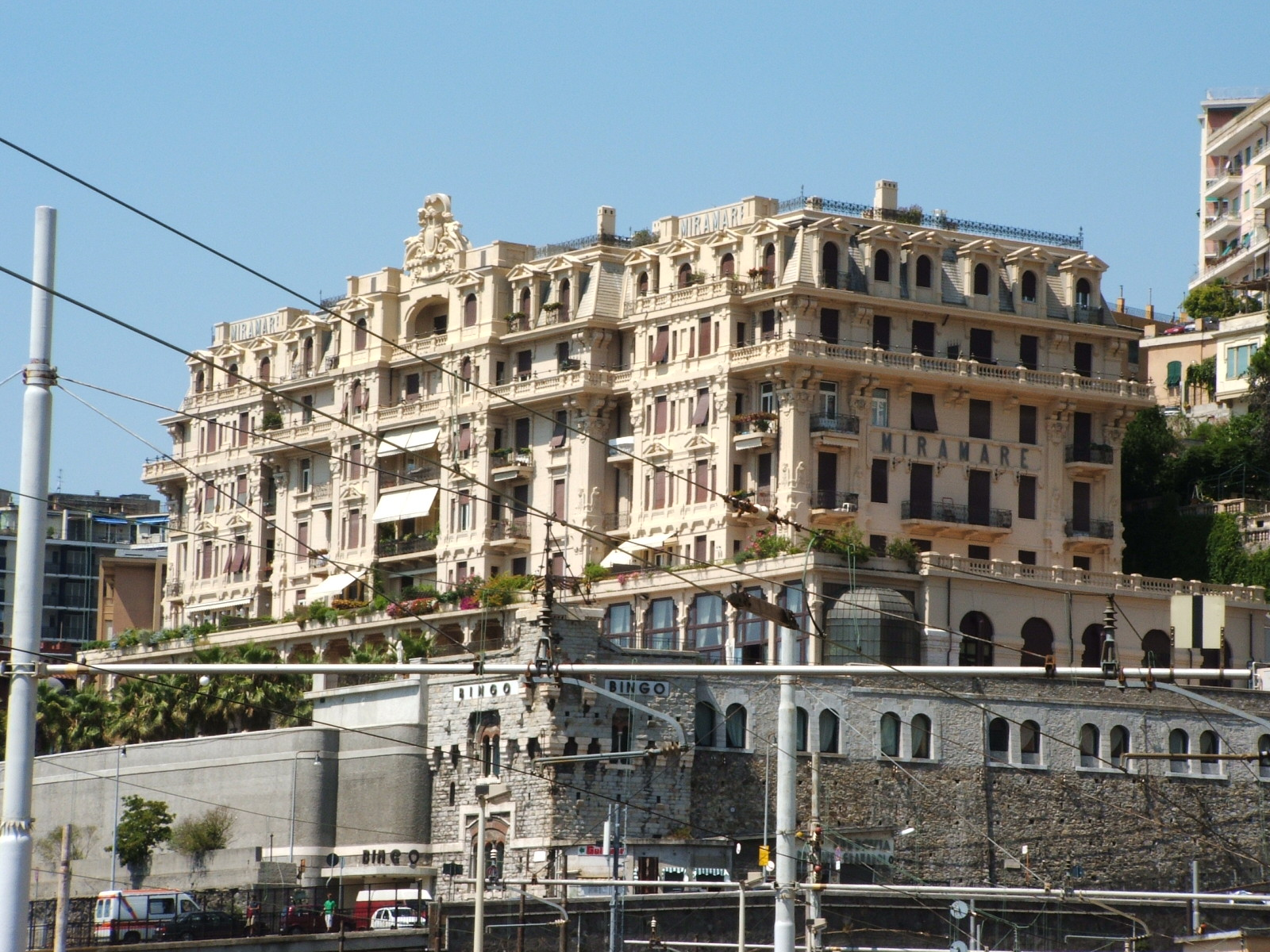
Il "Grand Hotel Miramare" sovrasta la stazione ferroviaria di Piazza Principe
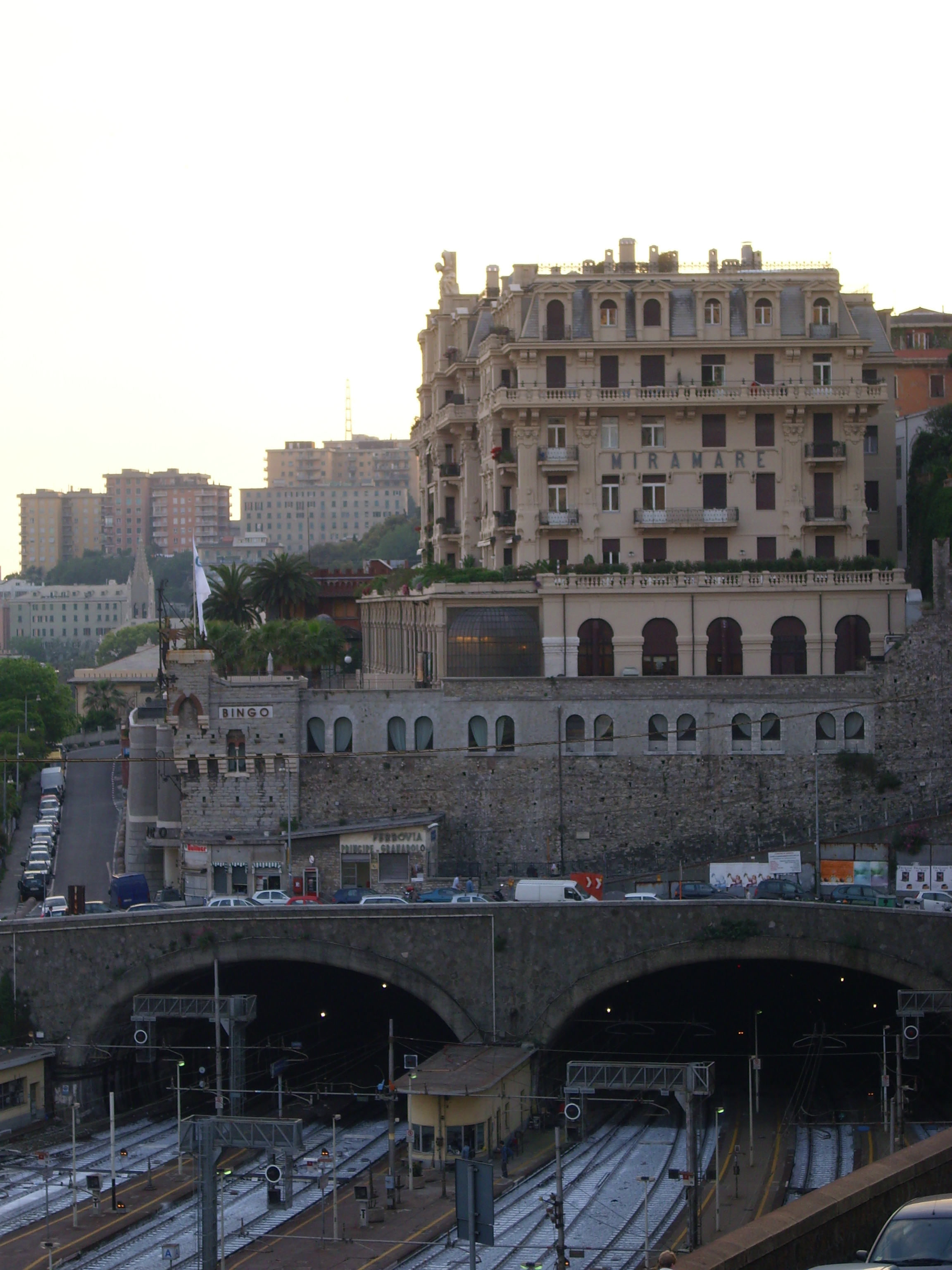
L'Hotel fotografato dalla salita di Oregina. Poco sotto l'edificio si nota la stazione di partenza della ferrovia a cremagliera Principe-Granarolo, mentre più in basso vi sono le gallerie della stazione di Genova Piazza Principe
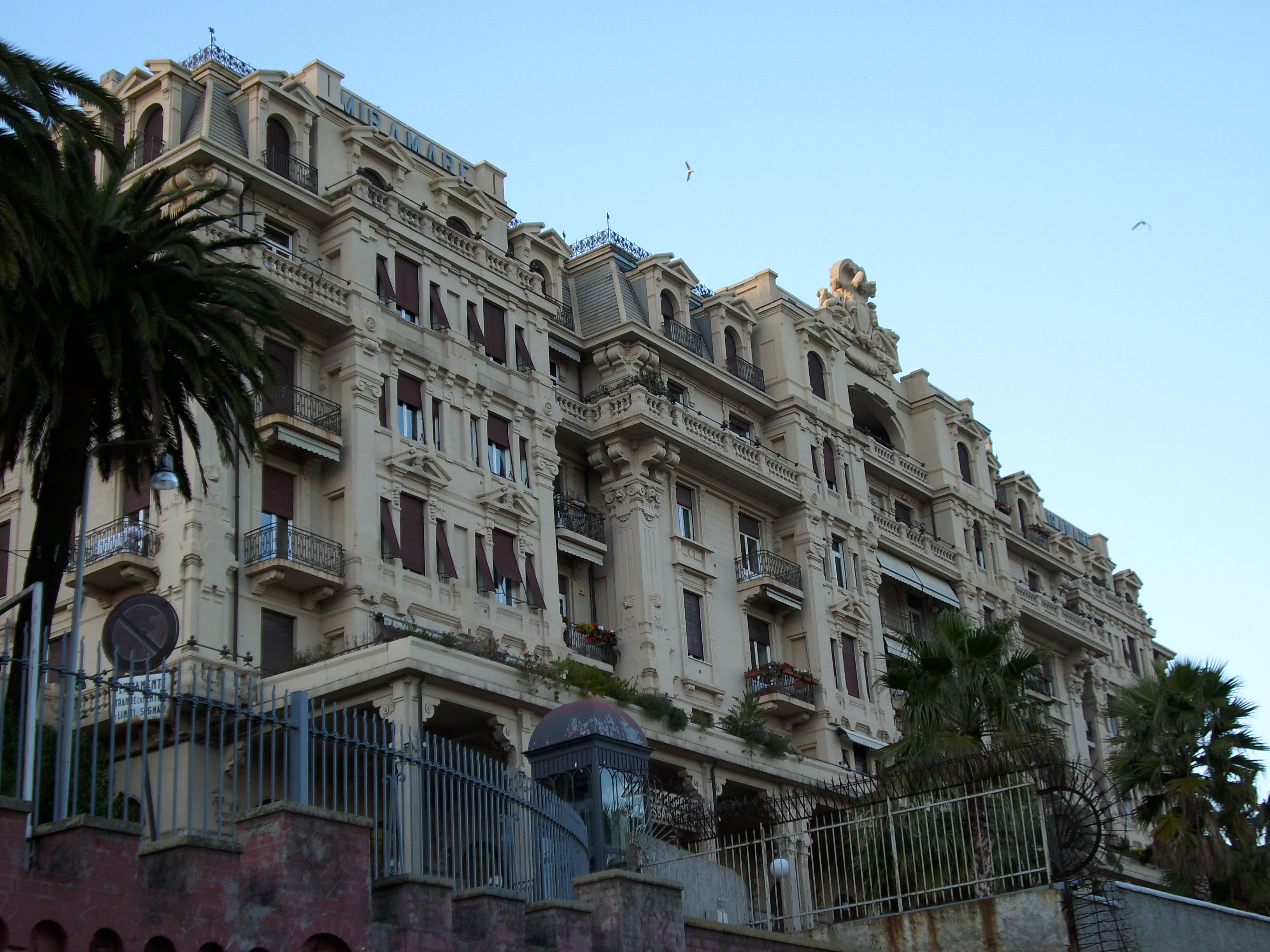
La facciata dell'edificio, restaurata nei primi anni del XXI secolo
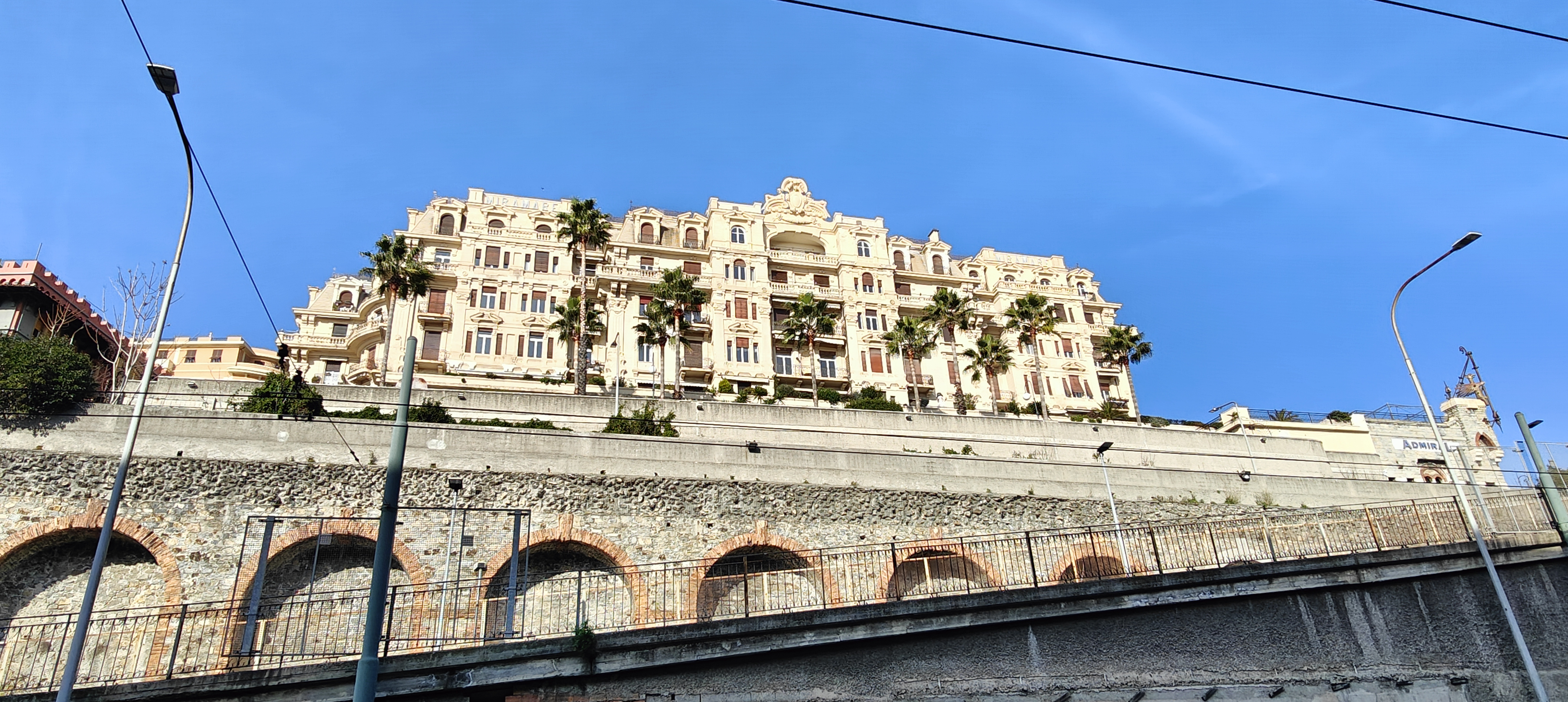
Il corpo dell'edificio visto frontalmente nella sua estensione da via San Benedetto. La facciata si estende in lunghezza per 77 mt., arrivando con gli spazi esterni a 96 mt.